# Aree naturali protette in Mozambico
Le aree naturali protette in Mozambico sono piuttosto recenti. Dalla seconda metà degli anni novanta, il Mozambico si è attivato per istituire zone protette, creando parchi nazionali e riserve naturali. La regione è infatti ricca di specie animali di cui però ben un'ottantina sono in pericolo di estinzione in quanto la pressione umana si fa sempre più alta e il territorio ha avuto il duplice problema di mine rimaste dalla guerra civile e di una superficie agricola in continua espansione.
I parchi nazionali più importanti sono: il parco nazionale di Banhine, il parco nazionale di Gorongosa, il parco nazionale di Zinave e il parco nazionale del Limpopo. Quest'ultimo fa parte del progetto di creazione del parco transfrontaliero del Grande Limpopo, un'area protetta transnazionale che nasce dalla collaborazione tra Mozambico, Sudafrica e Zimbabwe. Nel 1991 l'isola di Mozambico è stata dichiarata patrimonio dell'umanità. Situata sull'isoletta omonima collegata alla terraferma da un lungo ponte di tre chilometri, la città era capitale della Colonia Portoghese dell'Africa Orientale ed è caratterizzata da un'importante architettura rimasta invariata dal XVI secolo nei materiali, (pietre Omacuti), negli elementi decorativi e nelle modalità costruttive.

## Parchi nazionali
| Nome                            | Provincia    | Area (ha) | Anno | Localizzazione                                                           | Immagine | Collegamento |
| ------------------------------- | ------------ | --------- | ---- | ------------------------------------------------------------------------ | -------- | --- |
| Parco nazionale di Gorongosa    | Sofala       | 377.000   | 1960 | Mappa di localizzazione: Mozambico · Aree naturali protette in Mozambico |          | Parque nacional de Gorongosa.                                                                                        |
| Parco nazionale di Bazaruto     | Inhambane    | 160.000   | 1971 | Mappa di localizzazione: Mozambico · Aree naturali protette in Mozambico |          | Parque nacional de Bazaruto. URL consultato il 6 settembre 2017 (archiviato dall'url originale il 21 novembre 2008). |
| Parco nazionale di Banhine      | Gaza         | 700.000   | 1973 | Mappa di localizzazione: Mozambico · Aree naturali protette in Mozambico |          | Parque nacional do Banhine.                                                                                          |
| Parco nazionale di Zinave       | Inhambane    | 400.000   | 1973 | Mappa di localizzazione: Mozambico · Aree naturali protette in Mozambico |          | Parque nacional do Zinave.                                                                                           |
| Parco nazionale del Limpopo     | Gaza         | 1.123.300 | 2001 | Mappa di localizzazione: Mozambico · Aree naturali protette in Mozambico |          | Parque nacional do Limpopo. URL consultato il 9 novembre 2017 (archiviato dall'url originale il 20 maggio 2009).     |
| Parco nazionale delle Quirimbas | Cabo Delgado | 750.000   | 2002 | Mappa di localizzazione: Mozambico · Aree naturali protette in Mozambico |          | Parque nacional das Quirimbas.                                                                                       |
| Parco nazionale di Magoe        | Tete         | 350.000   | 2013 | Mappa di localizzazione: Mozambico · Aree naturali protette in Mozambico |          | Parque nacional de Magoé.                                                                                            |

## Parchi transnazionali
| Nome                                      | Stati                          | Area (ha) | Anno              | Localizzazione                                                           | Immagine | Collegamento                      |
| ----------------------------------------- | ------------------------------ | --------- | ----------------- | ------------------------------------------------------------------------ | -------- | --------------------------------- |
| Parco transfrontaliero del Grande Limpopo | Mozambico, Zimbabwe, Sudafrica | 3.500.000 | 2000 (protocollo) | Mappa di localizzazione: Mozambico · Aree naturali protette in Mozambico |          | Great Limpopo transfrontier park. |

## Riserve nazionali
| Nome                             | Provincia | Area (ha) | Anno | Localizzazione                                                           | Immagine | Collegamento                     |
| -------------------------------- | --------- | --------- | ---- | ------------------------------------------------------------------------ | -------- | -------------------------------- |
| Riserva nazionale di Gilé        | Zambezia  | 443.600   | 1932 | Mappa di localizzazione: Mozambico · Aree naturali protette in Mozambico |          | Reserva parcial de caça de Gilé. |
| Riserva speciale di Maputo       | Maputo    | 104.000   | 1932 | Mappa di localizzazione: Mozambico · Aree naturali protette in Mozambico |          | Reserva especial de Maputo.      |
| Riserva nazionale del Niassa     | Niassa    | 4.240.000 | 1960 | Mappa di localizzazione: Mozambico · Aree naturali protette in Mozambico |          |                                  |
| Riserva nazionale di Pomene      | Inhambane | 20.000    | 1964 | Mappa di localizzazione: Mozambico · Aree naturali protette in Mozambico |          | Reserva de Pomene.               |
| Riserva dei bufali di Marromeu   | Sofala    | 1.000.000 | 1969 | Mappa di localizzazione: Mozambico · Aree naturali protette in Mozambico |          | Reserva de búfalos de Marromeu.  |
| Riserva nazionale di Chimanimani | Manica    | 64.000    | 2003 | Mappa di localizzazione: Mozambico · Aree naturali protette in Mozambico |          | Reserva nacional de Chimanimani. |

## Altre aree protette
| Nome                                                      | Provincia         | Area (ha) | Anno | Localizzazione                                                           | Immagine | Collegamento                                                                           |
| --------------------------------------------------------- | ----------------- | --------- | ---- | ------------------------------------------------------------------------ | -------- | -------------------------------------------------------------------------------------- |
| Area protetta integrale di São Sebastião                  | Inhambane         | 439       | 2008 | Mappa di localizzazione: Mozambico · Aree naturali protette in Mozambico |          | Bazaruto, Tofo - Inhambane.                                                            |
| Riserva marina parziale di Ponta de Ouro                  | Maputo            | 673       | 2009 | Mappa di localizzazione: Mozambico · Aree naturali protette in Mozambico |          | Ponta de Ouro partial marine reserve (archiviato dall'url originale il 9 giugno 2016). |
| Riserva marina parziale del lago Niassa                   | Niassa            | 1.363.700 | 2011 | Mappa di localizzazione: Mozambico · Aree naturali protette in Mozambico |          | Lake Niassa and its coastal zone.                                                      |
| Area ambientale protetta delle isole Primeiras e Segundas | Zambezia, Nampula | 1.040.900 | 2012 | Mappa di localizzazione: Mozambico · Aree naturali protette in Mozambico |          | Área de Protecção Ambiental Ilhas Primeiras e Segundas.                                |
| Parco municipale di Malhazine                             | Maputo            | 586       | 2013 | Mappa di localizzazione: Mozambico · Aree naturali protette in Mozambico |          | Parque ecologico de Malhazine.                                                         |

## Aree di utilizzazione comunitaria
- Chipanje Chetu (6.065 km²) - Niassa
- Mitcheu (113 km²) - Sofala
- Tchuma Tchato (31.838 km²) - Tete

## Aree di utilizzazione della natura
- Coutada 4 - Manica (4.300 km²)
- Coutada 5 - Sofala (6.868 km²)
- Coutada 6 - Sofala (4.563 km²) - estinta nel 2014
- Coutada 7 - Manica (5.408 km²)
- Coutada 8 - Sofala (310 km²) - estinta nel 2014 e trasformata nell'area di utilizzazione comunitaria di Mitcheu
- Coutada 9 - Manica (4.333 km²)
- Coutada 10 - Sofala (2.008 km²)
- Coutada 11 - Sofala (1.928 km²)
- Coutada 12 - Sofala (2.963 km²)
- Coutada 13 - Manica (5.683 km²)
- Coutada 14 - Sofala (1.353 km²)
- Coutada 15 - Sofala (2.300 km²)
- Coutada 16 - ora compresa nel parco nazionale del Limpopo
- Luabo (558 km²) - Zambezia
- Lureco (2.226 km²) - Niassa
- Marrupa - Niassa
- Messalo (1.227 km²) - Cabo Delgado
- Micaúne (240 km²) - Zambezia
- Mulela (964 km²) - Zambezia
- Nacúma (2.713 km²) - Niassa
- Nicage (5.400 km²) - Cabo Delgado
- Nipepe (1.382 km²) - Niassa
- Nungo (3.288 km²) - Niassa

## Riserve forestali
- Baixo Pinda (196 km²) - Nampula
- Derre (1.700 km²) - Zambezia
- Inhamitanga (16 km²) - Sofala
- Licuáti (37 km²) - Maputo
- Maronga (83 km²) - Manica
- Matibane (512 km²) - Zambezia
- Mecuburi (2.300 km²) - Nampula
- Moribane (53 km²) - Manica
- M'palue (51 km²) - Nampula
- Mucheve (91 km²) - Sofala
- Nhampacue (170 km²) - Sofala
- Ribáuè (52 km²) - Nampula
- Zomba (28 km²) - Tete

## Aree protette a gestione locale
- Riserva naturale di Manda - Niassa